# Adwa

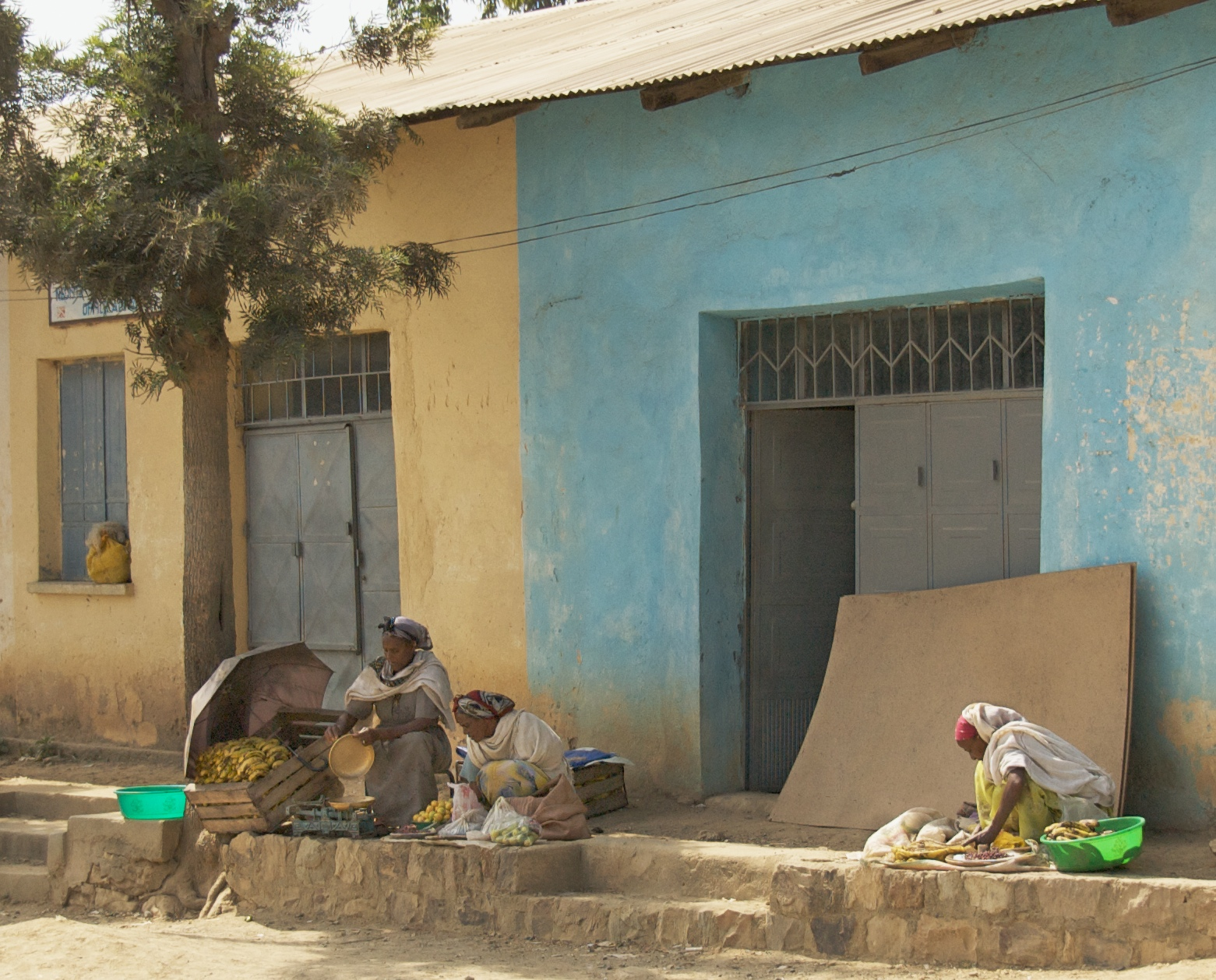
Frukthandlare i Adwa.

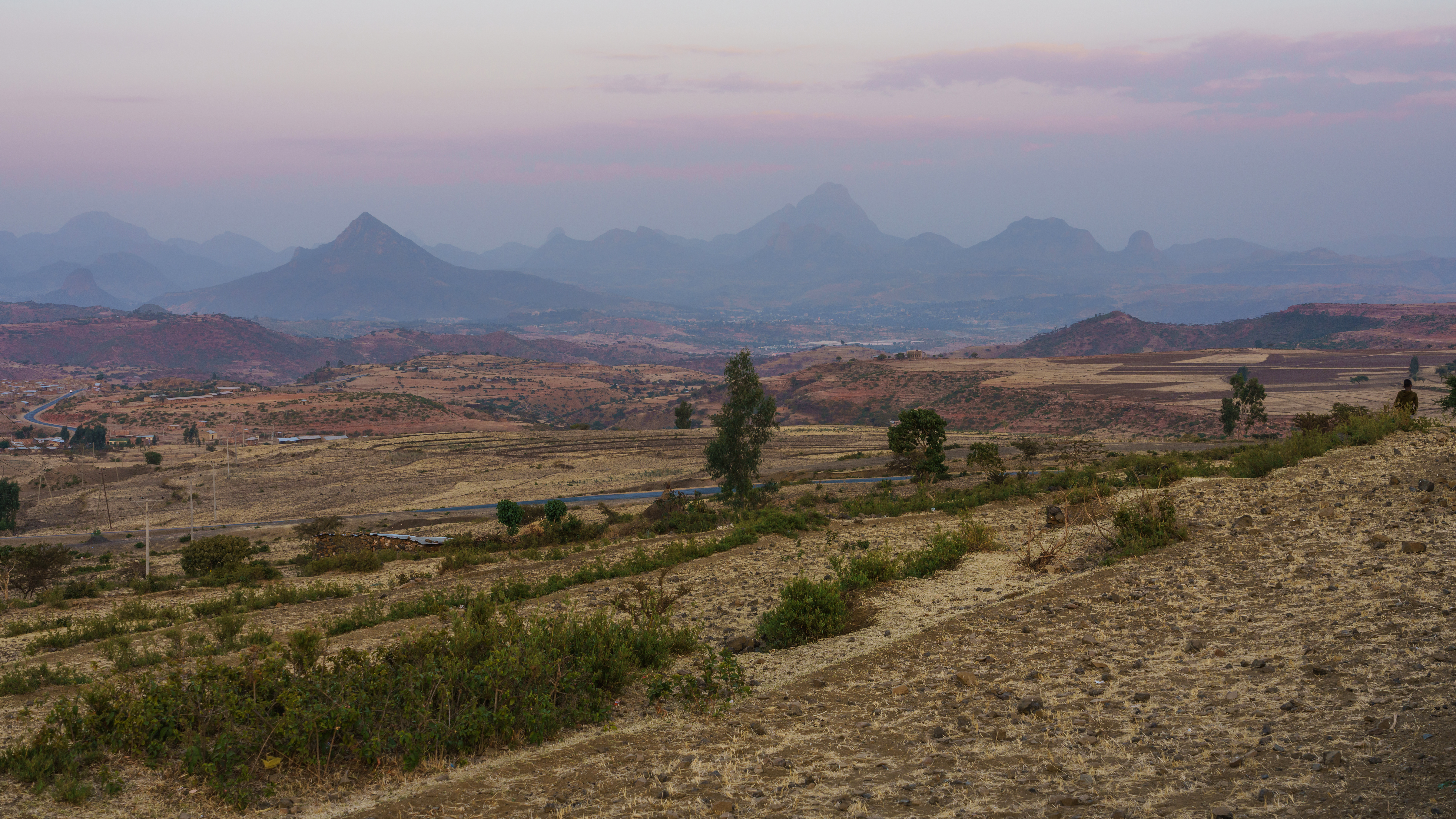
Landskap vid Adwa.

Adwa (tigrinska: ዓድዋ; alternativa stavningar: Aduwa, Adowa och Adua) är en stad i regionen Tigray i norra Etiopien, 1 960 meter över havet. Adwa utgör ett distrikt, Adwa wereda, inom Centrala Tigrayzonen och beräknades ha 48 993 invånare 2011 på en yta av 182,27 km².
Staden är mest känd för det slag som stod där 1896, under det första italiensk-abessinska kriget, då den italienska armén led ett avgörande nederlag mot etiopierna. Slaget utkämpades den 1 mars 1896 mellan italienarna under general Oreste Baratieri och etiopierna under negus Menelik II, och blev avgörande för italienarnas framträngande i Afrika. Genom underhållssvårighet och fiendens övermakt blev läget outhärdligt för italienska armén, och då premiärministern Francesco Crispi fordrade en seger gick Baratieri med 15 000 man och 56 kanoner till anfall mot fiendens mångdubbla övermakt. Etiopierna omfattade helt och hållet italienarna, som blev fullständigt slagna.
Adwa är ett centrum för handel med jordbruksprodukter, och har även ett antal imponerande kyrkor.